# Мединцево (Калузька область)
Мединцево (рос. Медынцево) — село в Ульяновському районі Калузької області Російської Федерації.
Населення становить 69 осіб. Входить до складу муніципального утворення Село Ульяново.

## Історія
Від 2004 року входить до складу муніципального утворення Село Ульяново

## Населення
| 2002 | 2010 |
| ---- | ---- |
| 95   | ↘69  |